# Danilo Mayer
Danilo Mayer (Ca' Vio, 1º gennaio 1945) è un ex calciatore italiano, di ruolo difensore.

## Biografia
È fratello di Bruno e padre di Mauro Mayer, entrambi calciatori professionisti.

## Carriera
Attivo prevalentemente in formazioni meridionali di Serie C, ha disputato due campionati di Serie B con il Lecce dal 1976 al 1978, per complessive 64 presenze fra i cadetti. Con i salentini, oltre ad aver vinto un campionato ed una Coppa Italia di Serie C nel 1976, ha anche vinto nello stesso anno la Coppa Italo-Inglese Semiprofessionisti battendo in finale gli inglesi dello Scarborough.

## Palmarès
- Campionato italiano Serie C: 1

Lecce: 1975-1976
- Coppa Italia di Serie C: 1

Lecce: 1975-1976
- Coppa Italo-Inglese Semiprofessionisti: 1

Lecce: 1976
- Campionato italiano Serie D: 1

Matera: 1967-1968